# Egamnazar Akbarov
Egamnazar Akbarov (ur. 18 lipca 1976) – uzbecki judoka. Olimpijczyk z Aten 2004, gdzie odpadł w eliminacjach w lekkiej.
Piąty na mistrzostwach świata w 2003; uczestnik zawodów w 2007. Startował w Pucharze Świata w latach 1998, 2000-2002 i 2004. Brązowy medalista igrzysk azjatyckich w 2002, a także mistrzostw Azji w 1999, 2004 i 2007. Mistrz Uniwersjady w 2001 roku.

## Letnie Igrzyska Olimpijskie 2004
| Konkurencja | Eliminacje                   | Klas. końcowa |
| Konkurencja | Przeciwnik I                 | Miejsce       |
| ----------- | ---------------------------- | ------------- |
| 73 kg       | Bernard Mvondo-Etoga (CMR) P | I runda.      |